# Salamandra anatolijska
Salamandra anatolijska, salamandra egejska (Lyciasalamandra helverseni) – gatunek płaza ogoniastego z rodziny salamandrowatych (Salamandridae). Endemit greckich wysp. Jest narażony na wyginięcie.

## Opis
Salamandra anatolijska osiąga długość 13–14 cm. Samiec ma widoczny, skierowany do przodu miękki kolec u nasady nosa. Jej grzbiet jest ubarwiony jasno- lub ciemnobrązowo z małymi, żółtymi plamkami, boki ma także żółtawe, a nogi i ogon częściowo bladoróżowe. Brzuch ma czerwony z jaśniejszymi miejscami.

## Występowanie
Salamandra anatolijska występuje na greckich wyspach Kasos, Karpatos i Saria.

## Gody
Gody salamandry anatolijskiej odbywają się na lądzie. W czasie zalotów samiec wciska się pod samicę i pobudza ją swym kolcem ogonowym. Po 11 miesiącach od zapłodnienia rodzą się 2 w pełni ukształtowane młode, mierzące 6 cm długości. Młode rodzą się na lądzie.

## Życie
Salamandra anatolijska prowadzi nocny tryb życia. Zapada w przedłużony sen letni. W odróżnieniu od innych salamander porusza się bardzo zwinnie. Żywi się drobnymi owadami i pająkami, są one chwytane za pomocą wyrzucanego z jamy gębowej języka.